# الزراعة في السعودية

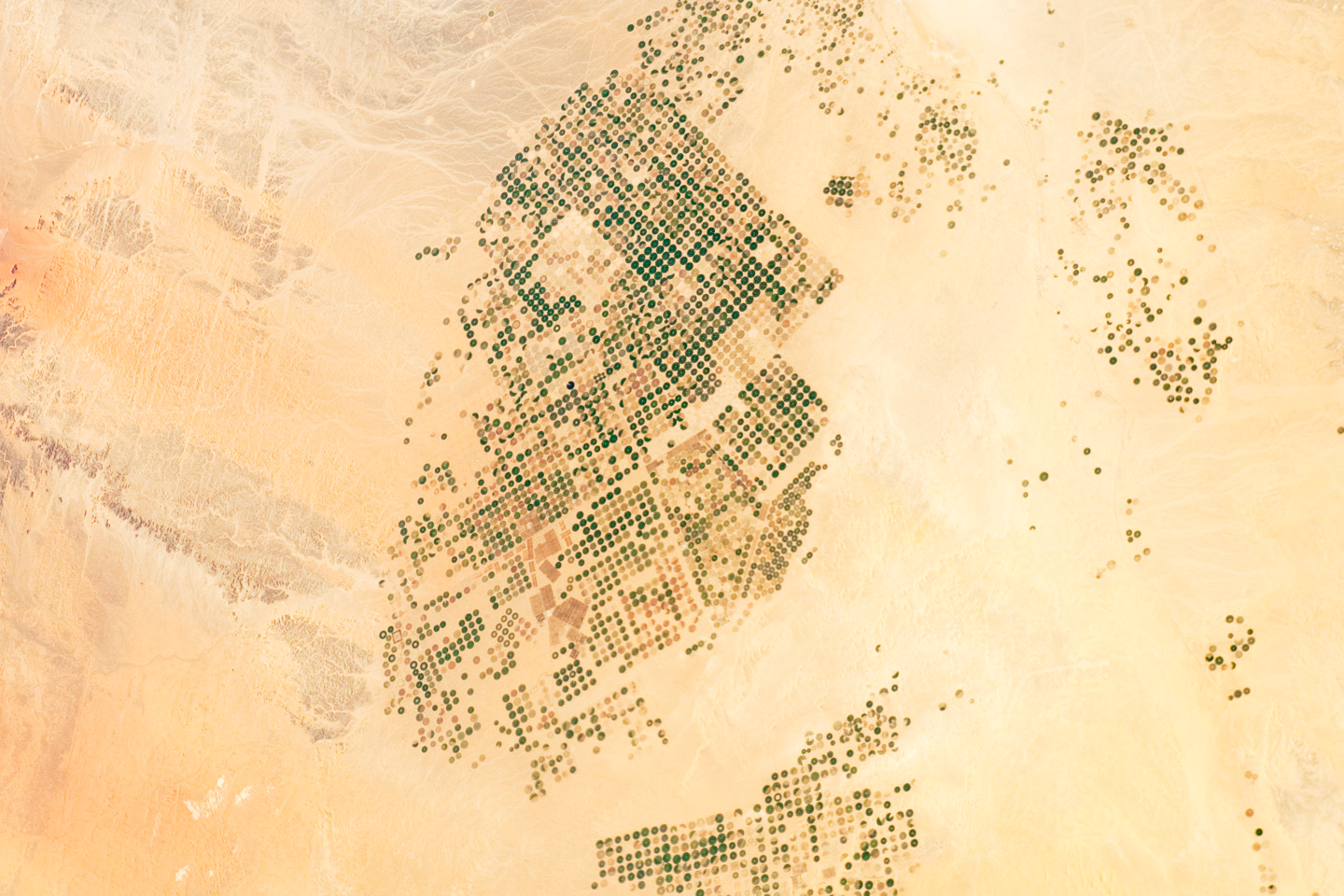
حقول زراعية في وادي السرحان

الزراعة في المملكة العربية السعودية تحسنت بشكل كبير على مدى العقود الماضية. على الرغم من أن الصحاري تشكل جزء كبير من مساحتها، إلا أن هناك العديد من المناطق التي تمثل مناخاً وأرضاً خصبة للزراعة. وقد ساهمت الحكومة في هذه العملية عن طريق تحويل مناطق واسعة من الصحراء إلى الحقول الزراعية، من خلال تنفيذ مشاريع الري الكبرى واعتماد هذه الآلية على نطاق واسع، واستصلاح الأراضي، مضيفة بذلك المناطق القاحلة سابقا إلى المخزون من الأراضي الصالحة للزراعة ترتكز الزراعة في مناطق محدودة في المملكة أشهرها: منطقة الرياض، والجوف، وتبوك، والقصيم، وحائل، الأحساء، والقطيف، وعسير، وجازان، نجران والمدينة المنورة ومكة المكرمة والحدود الشمالية. في الوقت الحاضر تركز الزراعة في السعودية على الاكتفاء الذاتي وكذلك تصدير القمح والتمور ومنتجات الألبان والبيض والأسماك والدواجن والفواكه والخضروات والزهور إلى الأسواق في جميع أنحاء العالم. كما أن الدولة تعمل في الصناعة والصناعة البترولية والبيتروكيماوية بشكل كبير فهي تشجع أيضاً على الزراعة، وتعتبر وزارة البيئة والمياه والزراعة هي المسؤولة في المقام الأول عن السياسات الزراعية في البلاد، وتقدم الحكومة قروضا بدون فوائد للمزارعين وعلى المدى الطويل. كما أن القطاع الخاص يلعب دورا مهماً أيضًا في الناتج المحلي، فقد بلغت مساهمته في عام 2016 مقدار 54 مليار ريال سعودي، ومساحة تقترب من 700 ألف هكتار. وحققت السعودية اكتفاء ذاتي وفائض إنتاج بنسبة 110% - 120% في محاصيل عدة كالبطاطس والباذنجان، الخيار، الباميا، بيض المائدة والحليب الطازج إلى جانب التمور، والتي تحتل السعودية المركز الثاني في إنتاجها عالميًا. وقد بلغ عدد الأشجار الدائمة بالمملكة (عدا النخيل) نحو 26 مليون شجرة منها أكثر من 18 مليون شجرة مثمرة تجاوز إنتاجها 600 ألف طن، فيما بلغ عدد أشجار النخيل أكثر من 30 مليون نخلة أنتجت نحو 1.4 مليون طن في عام 2017.

## التاريخ
خلال عقدي السبعينيات والثمانينيات من القرن العشرين، نفذت الحكومة السعودية إعادة هيكلة واسعة للقطاع الزراعي في المملكة. كانت تستهدف تحقيق الأمن الغذائي من خلال الاكتفاء الذاتي وتحسين دخل سكان الريف. ونجحت في زيادة الإنتاج المحلي للعديد من المحاصيل والمواد الغذائية الهامة من خلال إدخال التقنيات الزراعية الحديثة. وفيما يتعلق بالاكتفاء الذاتي، أنتجت المملكة فائضًا محدودًا، يكفي لتصدير كميات من الغذاء.
بلغت مساهمة الزراعة في الناتج المحلي الإجمالي في عام 1984 نسبة 3.3٪. في عام 2001، ارتفعت هذه النسبة إلى 5.1٪، لكن ذلك كان بسبب انخفاض عائدات النفط.
في عام ٢٠١٨، أنتجت السعودية:
- ١,٣٠٠,٠٠٠ طن من التمور
- ٦٣٤,٠٠٠ طن من البطيخ.
- ٦٢٤,٠٠٠ طن من الشعير.
- ٥٨٦,٠٠٠ طن من القمح.
- ٤٨٢,٠٠٠ طن من البطاطس.
- ٣١٢,٠٠٠ طن من الطماطم.
- ١٤٤,٠٠٠ طن من الذرة البيضاء (السورغم).
- ١١٥,٠٠٠ طن من الخيار.

هذا بالإضافة إلى كميات أقل من المنتجات الزراعية الأخرى، مثل بعض الفاكهة.

## تبوك و الجوف

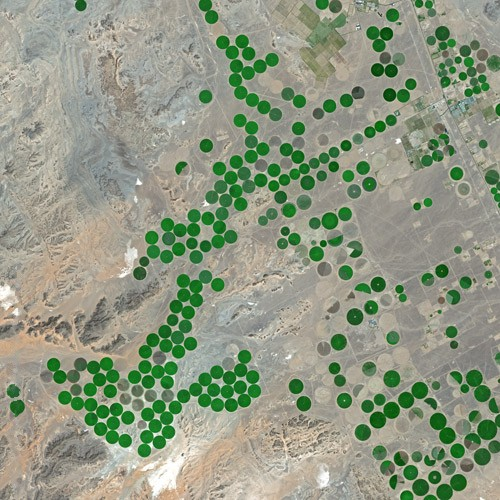
صورة فضائية لعدد من مزارع تبوك

### تبوك
يتألف التركيب الجيولوجي للإقليم في منطقة الدرع العربي ببروز في صورة الصخور لسلسلة جبال الحجاز والهضبة الصخرية العربية، والتي تتكون من تراصف طبقات رسوبية تبرز في صورة أحواض وهضبات داخلية وتعتبر الطبقات الصخرية الرملية الخازنة للمياه في تكوين الساق، وتعتبر منطقة تبوك المورد الرئيسي للمياه في المنطقة، وهي من المناطق الزراعية حيث بلغت مساحة الرقعة المزروعة في عام 1420 هـ حوالي 228384 هكتار، وتركز 70% منها حول مدينة تبوك على طريق المدينة المنورة (طريق الأمير فهد بن سلطان) وطريق الأردن (الملك خالد سابقاً) ويتصدر القمح المحاصيل المزروعة، كما تمتاز مدينة تبوك بزراعة الورد وتصديره إلى الأسواق المحلية والعالمية وكذلك العنب والتين والرمان، اللوز والخوخ والمشمش.

### الجوف
الجوف منطقة زراعية وفيرة المياه تشتهر بزراعة الزيتون والنخيل، وأشهر منتجاتها «الحلوة» إضافة إلى المنتجات الزراعية الأخرى وبها عدد من المشاريع الزراعية. ويحتل النشاط الزراعي في المنطقة المرتبة الأولى بين بقية الأنشطة الاقتصادية المحلية. وتنتج منطقة الجوف زيت زيتون يعتبر من أفضل الأنواع. ويقام مهرجان خاص بالزيتون ويكون في آخر موسم الزيتون ما بين شهر ديسمبر ويناير، حيث يعتبر الحدث الأبرز سنوياً بالمنطقة، وقد دخلت موسوعة غينيس كأكبر مزرعة زيتون حديثة في العالم. إلى جانب إنتاجها من الحبوب كالقمح والدخن والشعير، والفاكهة كالتين والدراق والعنب والمشمش.

## عسير و جازان

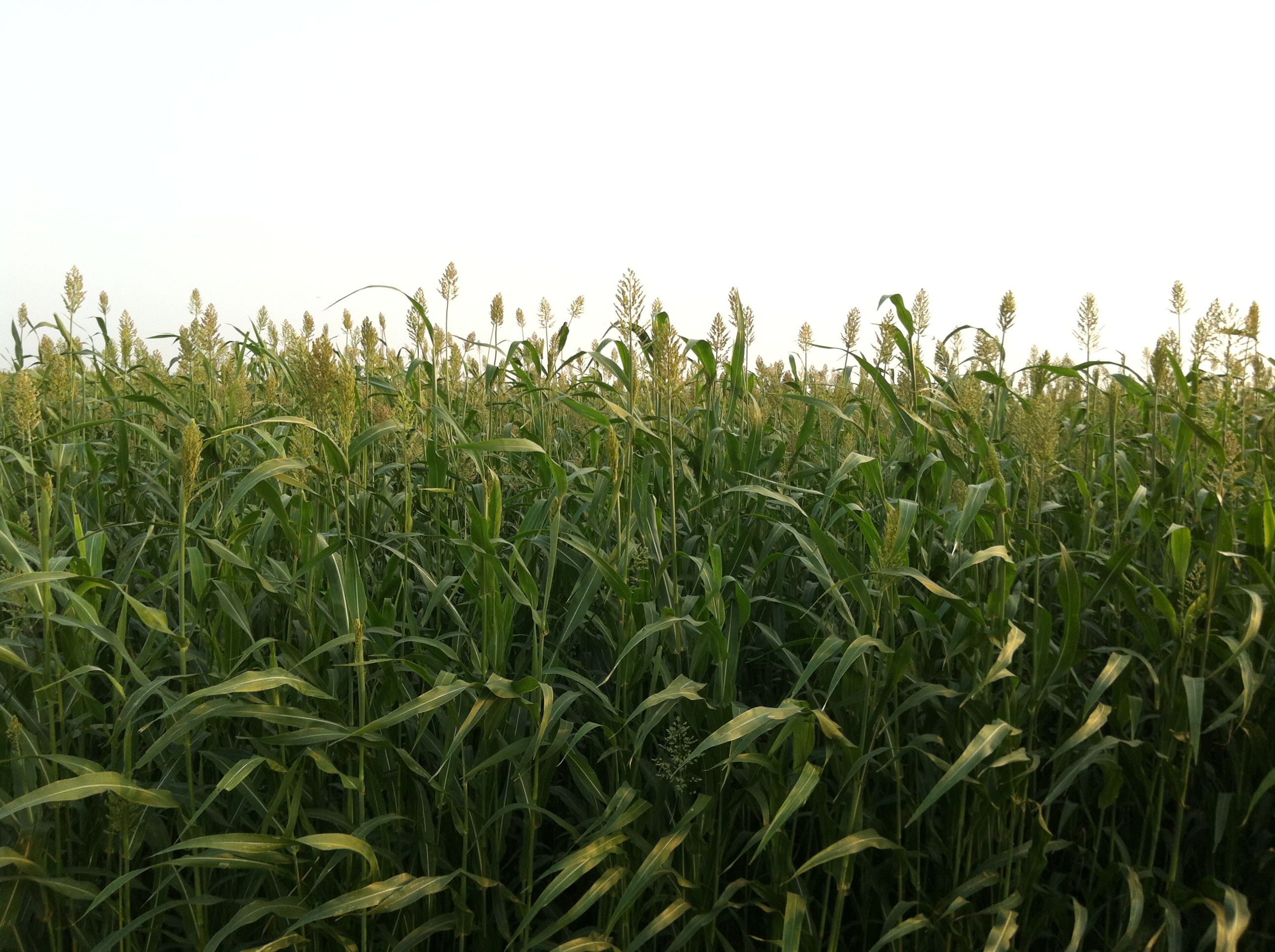
تعتبر الذرة الرفيعة أحد أهم المحاصيل التي تشتهر بها مناطق تهامة. اللقطة مأخوذة من إحدى مزارع منطقة جازان

سد الملك فهد في بيشة.

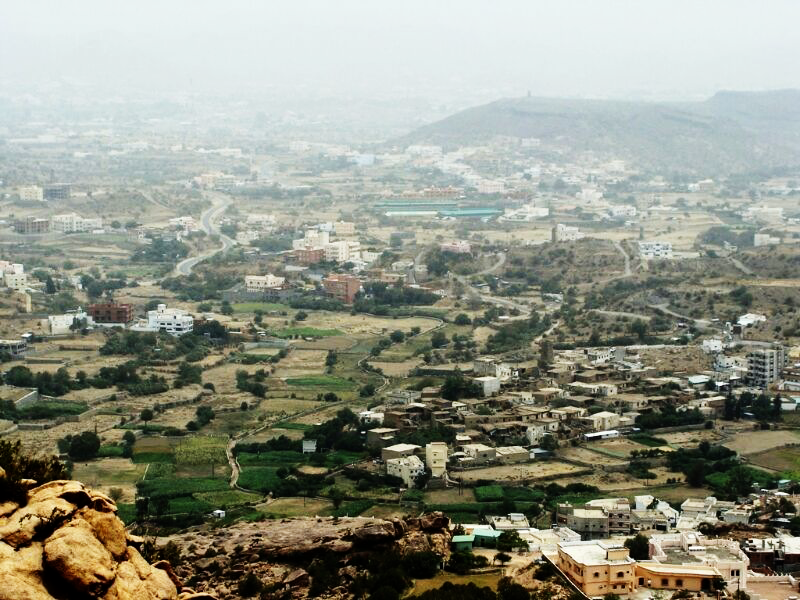
الزراعة في المرتفعات الجبلية تنتشر وعلى نطاق واسع في مناطق المرتفعات بمنطقة الباحة

تتوفر في المنطقة الجنوبية المقومات الأساسية للزراعة من خصوبة في الأراضي والمناخ المناسب لزراعة مئات الأنواع من الأشجار، ومياه جوفية وأمطار وسيول متدفقة على مدار العام، بما يمكن المزارع من الاستفادة المثلى في خلق بيئة زراعية لمختلف المحاصيل، بأسهل الطرق وأقل التكاليف تعتمد في زراعتها على مياه الأمطار والسيول والمياه الجوفية السطحية، وتعرف المنطقة بمدرجاتها الزراعية.
وقد أُقيم في تلك المناطق عددا من السدود؛ ففي منطقة جازان يوجد مشروع سد وادي جازان الذي يعد واحداً من أهم المشاريع الزراعية والتحكم في مياه الأمطار والسيول، وتلى ذلك إنشاء سد الملك فهد في بيشة ووادي بيش التي تعتبر من أكبر السدود في المملكة.

### جازان
في منطقة جازان تشتهر المنطقة بزراعة الحبوب مثل الذرة والدخن بشكل أساسي، ولكنها تعمل أيضاً على زراعة التين والجوافة والأناناس والموز والبابايا والبطيخ والقرع والخضروات الورقية. وأهم المحاصيل الزراعية التي تشتهر به المنطقة أيضاً هو المانجو حيث تحتضن مزارع أراضي جازان ثلاثين صنفا من المانجو  إلى جانب نباتات الزينة الفل والكادي والنباتات العطرية المتنوعة. وقد تم مؤخراً الإهتمام من المسؤولين لتشجيع البن المزارعين لشجرة البن الخولاني بمرتفعات بني مالك التابعة لمحافظة الداير بني مالك حيث يجدر بالذكر أن زراعة البن هناك منذ مئات السنين وهم يزرعون البن ومحاصيل أخرى كشجرة البابايا المعروفة لديهم بالعنب أو العنبرود وليست زراعة مستحدثة أو تجربة جديدة كما يظن البعض والمدرجات الزراعية الواقعة في جبال جازان، وقد تم عمل مهرجان للبن بمحافظة الدائر بني مالك تشجيعاً للمزارعين على عرض محاصيلهم.

### عسير
تعرف المنطقة بمدرجاتها الزراعية الممتدة، واحتواءها على الغابات المرتفعة والمنحدرة، إلى جانب السهول ومياه السدود واعتدال المناخ وهطول الأمطار التي ساعدت على نشاط الزراعة في المنطقة. تكثر في غابات منطقة عسير أشجار العرعر، والكينا، والسرو، والأكاسيا، والصنوبر. وخلال أربعة عقود بلغ عدد الأشجار التي تمت زراعتها مايزيد عن 300 ألف شجرة، على مساحة 2116 دونم زراعي. أما حقول عسير فتنتج محاصيل القمح والذرة الشامية والبر والشعير، إضافة للعدس والبرسيم. وتنتج المنطقة الفواكه الموسمية كالرمان والخوخ والتفاح البلدي، والعنب واللوز والتين. وتوفر مشاتلها الطماطم والخضروات من الفصائل القرعية والباذنجانية، والورقية. وتنشط فيها تربية النحل واستخلاص العسل.
وقدرت مساحة الأراضي المزروعة في المنطقة بنحو 16238 هكتار أو ما يعادل 0.8% من إجمالي مساحة الأراضي المزروعة في المملكة، كما قدرت مساحة الأراضي الصالحة للزراعة في المنطقة بنحو 748643 هكتار تمثل 2.4% من مساحة الأراضي الصالحة للزراعة في المملكة. من خلال الإنتاج المحلي بالمنطقة لبعض المنتجات الزراعية المختارة عام 1422 هـ جاء محصول الفواكه في المركز الأول من حيث كمية الإنتاج والذي بلغ حوالي 78.7 ألف طناً، ومحصول الخضروات 53.7 ألف طناً تبع ذلك محصول التمور، حيث قدر الإنتاج بحوالي 46.9 ألف طن، وقد جاء محصول الأعلاف في المركز الرابع، حيث قدر الإنتاج بحوالي 39.6 ألف طناً، وأخيراً جاء محصول الحبوب، حيث يقدر الإنتاج بحوالي 31.9 ألف طن. كما أدى تطور الإنتاج الزراعي بالمنطقة إلى زيادة المنتجات الحيوانية خلال عام 1422 هـ، حيث بلغ الإنتاج من الدجاج بحوالي 47 مليون فرخ، وعدد البيض المنتج حوالي 65 مليون بيضة من خلال 4 مشاريع متخصصة. كما بلغ عدد الأغنام حوالي 717.4 ألف رأس، كما بلغت كميات العسل المنتج حوالي 22841 كجم من خلال 274 مزرعة.[بحاجة لمصدر]
وسجّلت السعودية رقمًا قياسيًا جديدًا في مجال الزراعة، بدخول إحدى المزارع الإرشادية التابعة للوحدة البحثية للزراعة بالمياه المجدّدة بوادي بن هشبل في منطقة عسير ضمن قائمة موسوعة غينيس للأرقام القياسية؛ كأكبر مزرعة في العالم من حيث المساحة.

### الباحة

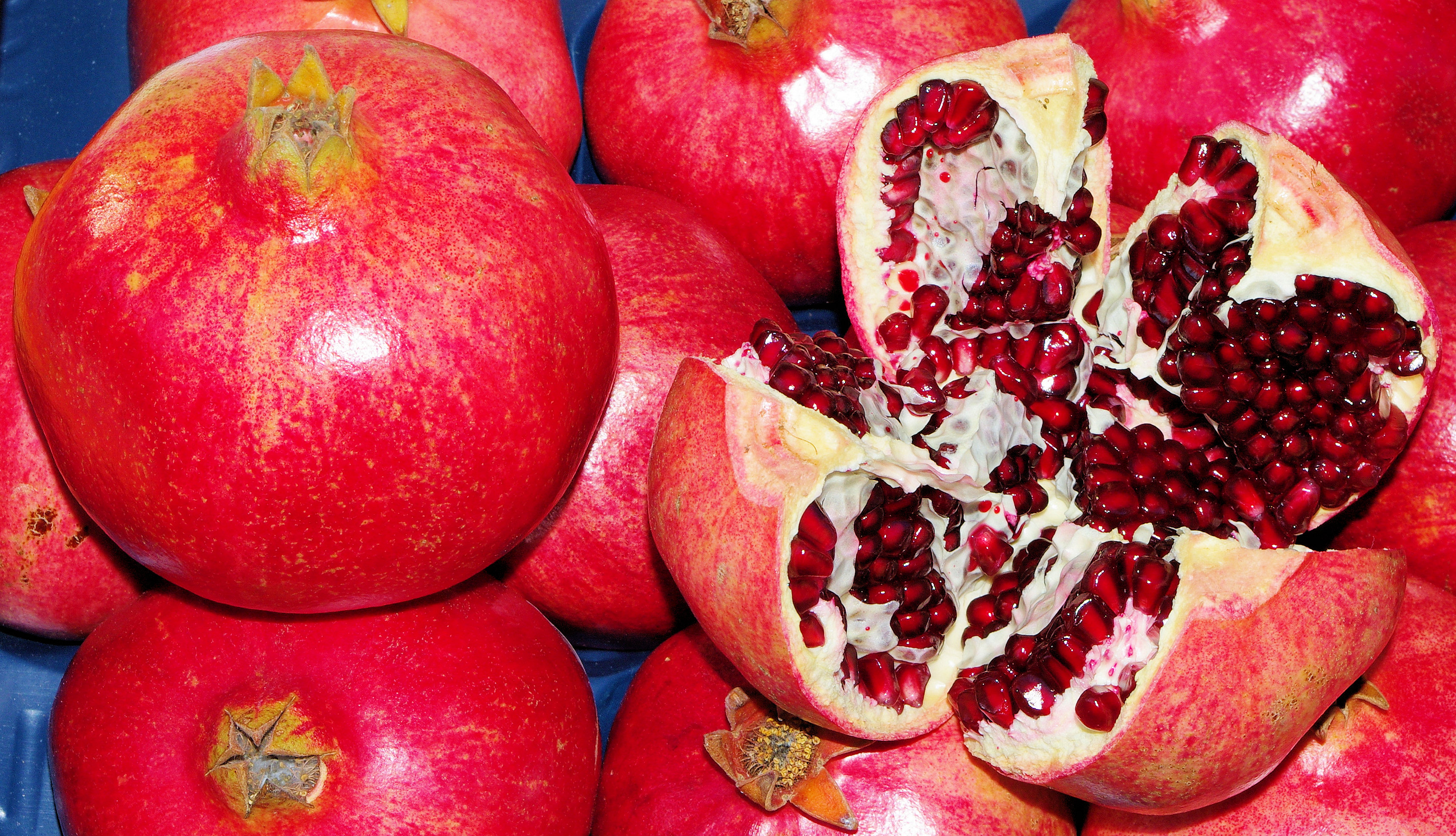
تشتهر الباحة بزراعة الرمان، ورمان الباحة المعروف برمان بيدة يصنف على أنه من أجود أنواع رمان

كان اعتماد منطقة الباحة الأساسي يقع على الزراعة التي كان يشتغل بها الأغلبية من السكان وبها نشط جزء كبير من تجارتهم، فكانت زراعة بعض أنواع الحبوب المحلية، والخضار والفواكه التي اعتمد السكان عليها منذ القدم كالذرة البيضاء والقمح والشعير والدخن والعدس والسمسم، الذي كانوا ينتجون منه زيت السمسم والعدس والذرة البيضاء والرمان، وكانوا يصمدونه بتجفيف قشرته التي تشكل حاجز مفرغ من الهواء كالبسترة اليوم والعنب وكانوا أيضًا يصمدونه بالتجفيف فيصنعون منه الزبيب، حيث يتاجرون به لكثرة إنتاجهم منه. ويوجد في المنطقة أغلى أجود أنواع الزبيب، كما كانوا أيضا يجففون اللوز الأخضر وما زالو إلى اليوم لفوائده الطبية، والفركس والطرنج، وأنواع برية من تفاح والمشمش والخوخ والكمثرى، رمان والبطيخ الأسود وموز الصدر والبوص واللوز البجلي الحماط والجوز، الذي انحصر إنتاجه في بعض المزارع الخاصة، إضافة لزراعة الخضار مثل الجزر والالثفاء والبطاطس والطماطم والدجر والبامية والملوخية، والنباتات العطرية مثل الكادي والنعناع، والحبق والريحان والبعيثران.

## الأحساء

### الأحساء
تعد الاحساء من أكبر الواحات الزراعية في العالم. وتتميز بخصوبة تربتها ووفرة مياهها الجوفية ومناخها الحار الذي يناسب ويلائم نمو بعض المحاصيل الزراعية. تعتبر الاحساء هي منبع وأصل زراعة نخيل التمر ويعد صنف الخلاص والرزيز من أشهر الأصناف وأكثرها تواجدا واستهلاكًا. كما تشتهر المنطقة بزراعة الأرز الحساوي الذي كان يزرع منذ القدم بكميات وفيرة ويصدر إلى بعض المناطق المحلية والمجاورة. وتجود أيضًا زراعات أخرى مثل اللومي والرمان والتين والعنب والبامية والقرع.

### القطيف

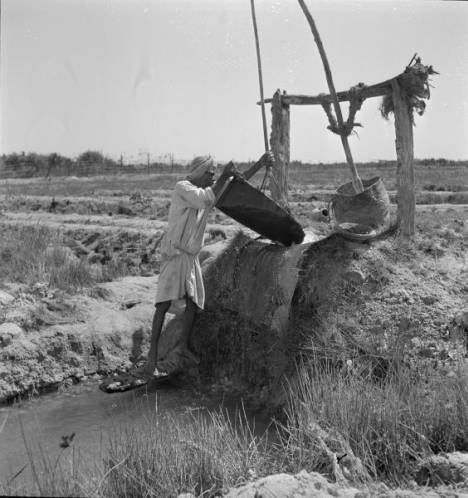
مزارع في القطيف يشغل رافعة مائية في عام 1947

تمتد المزارع في محافظة القطيف على مساحات خضراء واسعة، وغالبًا تكون النخيل هي الأشجار الرئيسية لها. تضم محافظة القطيف أكثر من 2,000 مزرعة، وبها ما يزيد على 250,000 نخلة تنتج من التمور ما يزيد على 8,000 طن سنويًا، فضلًا عن إنتاجها للفاكهة والمحاصيل الزراعية المتنوعة والأعلاف، وهي تُعد أقدم بلاد النخيل في العالم.

## نجد

### القصيم
تعتبر القصيم المنتج الثاني للتمور في المملكة، وتملك أكبر مزارع التمور في العالم بـ 8 ملايين نخلة. وتقدر قيمة ما يتم بيعه في مهرجان التمور السنوي في القصيم ما يفوق 2 مليار ريال سعودي. وتُنتج المنطقة أيضاً أصناف أخرى من الفواكه مثل الجوافة، والخوخ، والتين، والجريب فروت، والتوت، والرمان، والليمون، والأترنج، والمانجو، والتفاح البلدي، والبرتقال اليوسفي، وأبو صرة، والدموي، وتنتشر في أسواق القصيم ومناطق المملكة المختلفة. وتُنتج مزراع العنب في القصيم التي تنتشر على مساحة 40 كيلومتر بأربعة مزارع، عدة أنواع أشهرها الحلواني والحجازي والبناتي وذلك خلال فترة قطافه التي تستمر أربعة شهور خلال العام. وفي عام 2018 أقرت وزارة الزراعة السعودية إنشاء مشروع في القصيم هدفهُ إنتاج 6960 طن من الخضروات.

### الخرج
من أهم المحافظات في تصدير العديد من المنتجات ومن اهمها، الألبان وإذ تعود ريادة الخرج لصناعة وتقنية الألبان وتتويجها عاصمة للألبان هو نتاج بذرة طيبة غرسها موحد هذه البلاد الملك عبد العزيز وهي البذرة الأولى لإنتاج الألبان في المملكة عندما وجه بإنشاء مشروع الخرج الزراعي عام 1354 هـ. تنتج الخرج حالياً أكثر من 65 في المائة من إنتاج المملكة من الألبان وتستحوذ على أكبر مزارع ومصانع إنتاج الألبان على مستوى المملكة ودول مجلس التعاون الخليجي. وقد نظمت الغرفة التجارية الصناعية بالخرج مهرجان الألبان الأول تحت شعار الخرج عاصمة الألبان في شهر جمادى الأولى 1429هـ الموافق لشهر مايو 2008 م ويعدّ الأول من نوعه بالسعودية والأول خليجياً، حيث شهد إقبالاً وإعجاباً من الزوار. كما تعتبر مركز رئيسي في تغذية العاصمة بالخضروات المتنوعة وهي مصدر أساسي للسعودية في تصدير لبعض المناطق مثل المنطقة الشرقية ومنطقة مكة المكرمة والمنطقة الجنوبية، وتشتهر أيضا بأجود أنواع التمور نظرا لخصبة أراضيها وتنوع أصنافها مثل الخلاص والصقعي والبرحي ونبوت سيف والشيشي وغيرها من الأصناف.

## الحجاز

### المدينة المنورة
كانت الزراعة منذ القدم المهنة الأولى ومصدر الدخل الرئيسي لسكان المدينة المنورة، منذُ أن كانت تسمى «يثرب» قبل الإسلام، وقد اشتهرت بزراعة النخل حيث يزيد عددها عن 4 ملايين نخلة، تنتج 189 طن سنويًا من التمور، ذات جودة عالية وأنواع عديدة تصل إلى 270 نوع، وأشهرها «تمر العجوة» وتمر العنبر ورطب الروثانة، والنعماني، والصفاوي، والبرني، كما تزرع فيها الحبوب مثل الشعير والقمح والذرة، وأنواع من الفواكه والخضار كالعنب والرمان والتين والبطيخ، وتميزت كذلك بنعناع المدينة الذي يعد أفضل أنواع النعناع في المملكة.

### الطائف
تشتهر الطائف بزراعة الورد حيث تضم المحافظة إلى ما يُقارب 860 مزرعة ورد يبلغ الإنتاج السنوي إلى قرابة 500 مليون وردة، وعدد معامل الورد 36 معملاً تنتج دهن الورد الطائفي الذي يعتبره خبراء العطور الأغلى والأكثر فخامة في العالم، وهو عطر الملوك والأمراء.
كما تتميز جبال وأودية الطائف ومراكزها الهدا والشفا وميسان ومراكزها بني مالك وثقيف وبني سعد بوفرة المحاصيل الزراعية، ومن أبرزها: العنب والرمان والحماط والمشمش والخوخ والتفاح والتين الشوكي "البرشومي " والتوت واللوز البجلي.

## إحصائيات
أبرز نتائج مسح الإنتاج الزراعي في السعودية لعام 2018:
- بلغ عدد أشجار النخيل 30,429,607 نخلة، أنتجت 1,427,506 طن.
- بلغ عدد الأشجار الدائمة 25,918,493 منها 18.390.803 شجرة مثمرة أنتجت 666264 طنا تتصدرها أشجار الزيتون بـ 12,775,819 شجرة.
- بلغت المساحة المزروعة من الحبوب 2,780,295 دونما.
- بلغت المساحة المزروعة من الخضروات المكشوفة 797,181 دونما، ومن المحمية 31,937,643 مترا مربعا.
- بلغت الثروة الحيوانية 13,522,687 رأسا من الضأن والماعز والإبل والأبقار.

## العوائق

### نقص المياه
عندما بدأت الزراعة الحديثة المكثفة، كان هناك حوالي 500 كيلومتر مكعب من المياه تحت الصحراء السعودية. ولكن في السنوات الأخيرة، يقدر أن نحو 21 كيلومتراً مكعباً يتم ضخه إلى السطح سنويًا للاستخدام في المزارع. لا يتم تعويض هذه الكميات بالأمطار لأنها شديدة الندرة. بناءً على دراسة أجريت عام 2004 كان السعوديون في طريقهم نحو استخدام ما لا يقل عن 96 ميلاً مكعباً (400 كيلومتر مكعب) من المياه الجوفية بحلول عام 2008. يقدر الخبراء أن أربعة أخماس المياه الجوفية السعودية قد استهلكت.
لا توجد أنهار أو بحيرات أو مناطق كبيرة من النباتات الطبيعية لأن هطول الأمطار ضئيل، على الرغم من ذلك فمن خلال الواحات ومن ثم محطات تحلية المياه، وجد الشعب السعودي ما يكفي من المياه لدعم الحياة اليومية. لكن الجهود الوطنية الأخيرة نسبيا خلقت طلبا أكبر بكثير على الموارد المائية. تمتلك السعودية أعداداً كبيرة من أبقار الحليب التي تعد احتياجاتها من الشرب هائلة. يتم ضخ المياه التي تؤدي هذه الوظيفة من تحت سطح الأرض، من طبقات المياه الجوفية الممتلئة منذ آلاف السنين، عندما كان المناخ في المملكة العربية السعودية أكثر رطوبة. وفقا لنشايونال جيوجرافيك، «أعطت هذه المياه الجوفية في هذا المكان غير المحتمل للأمة الأمل في تحقيق هدفها الذي طال انتظاره وهو إطعام نفسها بدلاً من استيراد الغذاء من بلدان أخرى». ومع ذلك فإن هذا الحل له عمر محدود. بسبب تناقص إمدادات المياه بمعدل سريع، فقد قررت الحكومة السعودية أن زراعة القمح ستستمر لبضع سنوات أخرى فقط. وتقوم البلاد الآن بتوجيه ثروتها الهائلة نحو شراء الأراضي وزراعة المحاصيل في دول أخرى. وتشمل تلك المناطق التي تم شراء أراضي بها جنوب غرب الولايات المتحدة والأرجنتين وتنزانيا والفلبين وإثيوبيا.
وتقول شركة المراعي السعودية إن تلك الصفقات «تشكل جزءًا من جهود المراعي المستمرة لتحسين وتأمين إمدادها بأعلى جودة من البرسيم من الخارج (خارج المملكة العربية السعودية) لدعم صناعة الألبان، كما يتماشى مع اتجاه الحكومة السعودية نحو الحفاظ على الموارد المحلية».